# Ivaylo Petrov
Ivaylo Petrov es un futbolista búlgaro, arquero del CSKA Sofía de la Liga de su país. Su sobrenombre es "Pifa". 
Petrov es conocido en Bulgaria como un experto en atajar penales, debido al hecho de haber salvado 4 tiros penales contra el Levski. Los primeros 2 fueron cuando aún jugaba para el Cherno More y los otros 2 en la Supercopa Búlgara jugando para el CSKA Sofia. Durante la temporada 2007 - 2008 solo concedió 10 goles en 29 partidos en la Liga Búlgara. 
Luego de una corta y no muy buena temporada en el club chipriota AEK Larnaca, retornó al CSKA Sofia firmando por una temporada y media.

## Clubes
| Club                   | País     | Año         |
| ---------------------- | -------- | ----------- |
| Olimpik Teteven        | Bulgaria | 1992-1998   |
| Akademik Svishtov      | Bulgaria | 1998-1999   |
| PFC Beroe Stara Zagora | Bulgaria | 1999 - 2000 |
| Cherno More Varna      | Bulgaria | 2001-2006   |
| CSKA Sofia             | Bulgaria | 2006 - 2008 |
| AEK Larnaca            | Chipre   | 2008 - 2009 |
| CSKA Sofia             | Bulgaria | 2009 -      |